# Hain (Poppenhausen)
Hain ist ein Gemeindeteil der Gemeinde Poppenhausen im unterfränkischen Landkreis Schweinfurt in Bayern.

## Geographische Lage
Das Kirchdorf Hain liegt nördlich von Poppenhausen. Es grenzt an die Nachbarorte Poppenhausen, Maibach, Holzhausen, Pfersdorf sowie Ebenhausen an. Da Ebenhausen im Landkreis Bad Kissingen liegt, liegt Hain somit direkt an der Landkreisgrenze zwischen Landkreis Schweinfurt und Bad Kissingen.
Westlich des Ortes verläuft zwischen Poppenhausen und Hain als Teilstück der Bundesstraße 19 die Bundesstraße 286 in Nord-Süd-Richtung (südlich von Hain in Ost-West-Richtung). Östlich von Hain verläuft in Nord-Süd-Richtung die Bundesautobahn 71. Die durch den Ort verlaufende Kreisstraße SW 20 führt nordwestwärts nach Ebenhausen (Gemeindeteil von Oerlenbach) und südwärts nach Poppenhausen.
Durch Hain fließt der Fluss Wern, der wenige Kilometer zuvor in der Nähe des Nachbarortes Pfersdorf entspringt.

## Geschichte
Die erste bekannte Erwähnung von Hain stammt vom 26. Februar 1302 und befindet sich in einer Urkunde in den „Regesta Boica“, die den Verkauf des Ortes an das Kloster Uraway regelte. Der Name des Ortes leite sich vom „hac“ (Gehege, Zaun) oder „hagan“ (Dornstrauch) ab.
Wichtigste Grundherren des zum Amt und Centgericht Ebenhausen gehörenden Ortes waren die Bischöfe von Würzburg.
Nach Teilnahme der Hainer Bauern am Bauernaufstand von 1525 mussten diese geloben, ihre Waffen abzuliefern und auch künftig keine Waffen mehr zu besitzen. Ebenso mussten sie Urfehde schwören.
Zur Zeit der Reformation wandte sich der zur Pfarrei Ebenhausen gehörende Ort dem protestantischen Glauben zu, wurde aber durch die Gegenreformation unter Fürstbischof Julius Echter von Mespelbrunn wieder katholisch. Im Jahr 1870 entstand die St. Ägidius-Kirche.
Am 1. Juli 1971 wurde Hain im Rahmen der Gemeindegebietsreform zu einem Ortsteil von Poppenhausen.